# Bahía de Koporie
La bahía de Koporie (también transliterado como Koporye o Koporje) (en ruso: Koporskaya Guba) es una bahía rusa, pequeña y poco profunda, localizada en la costa sur del golfo de Finlandia. Administrativamente, pertenece al óblast de Leningrado. Lleva el nombre de la fortaleza medieval de Koporie, que se encuentra ligeramente al sur.
La bahía tiene una anchura de unos 26 km, se adentra en el continente casi 12 km y tiene una profundidad de unos 20 m. Está separada de la bahía de Luga, al este,  por la península Soikinsky.
Las costas de la bahía son bajas y rocosas, con algún tramo arenoso, y el interior es boscoso. El principal asentamiento en sus costas es la ciudad de Sosnovy Bor ( 67.234 hab. en 2010). Los ríos Voronka (54 km) y Sista (64 km) desaguan en la esta bahía.
La bahía permanece libre de hielo más de 320 días al año.